# 田中天
田中 天（たなか たかし、1977年4月2日 -）は、日本のゲームライター。通称は名を音読みした「天」（てん）。テーブルトークRPG（TRPG）をメイン分野として活動する。

## 略歴
TRPGのルールブックやサプリメント、シナリオのライティング、リプレイの執筆やPCゲームのシナリオなどを手がける。
TRPGでは主にF.E.A.R関連の活動が多く、リプレイプレイヤーとしては『セブン＝フォートレスEX』リプレイ「宝玉の七勇者」のアルゲル・アルガロード役や『ナイトウィザード』リプレイ「星を継ぐ者」のグィード・ボルジア役で注目され、以降菊池たけしや矢野俊策（後述）などのリプレイにプレイヤー参加している。
その他、グループSNEの『デモンパラサイト』リプレイ「剣神」シリーズや冒険企画局の『シノビガミ』リプレイ「戦」シリーズなど、複数のゲーム制作会社の作品にも参加。
ゲームマスター兼リプレイライターとしては、『ダブルクロス・リプレイ・トワイライトシリーズ』、『アルシャードトライデント』（第1パーティ編）などを手掛ける。ゲーム開発・サポート面では『ブレイド・オブ・アルカナ』（ルール第一版）や初期の『BEAST BIND NT』のサポート記事執筆、『アリアンロッドRPG 2E』のディヴェロッパーを務めた。
2019年4月まで、Cygamesに4年半在籍し、ソーシャルゲームのライティングに携わる。同社退社後は矢野俊策が代表を務めるシナリオ製作会社フラッグノーツに在籍。

## 人物

### プレイヤーとして
暴走気味の言動で参加プレイヤーを困惑させる、一部で『天プレイ』と呼ばれるプレイングスタイルが一部読者に注目されている一方、「素人には危険なので安易に真似しないように」とリプレイで注釈がつけられる
など、「ひどいプレイヤーの代名詞」とさえ言われている。しかしながら、時には場の空気を読み、TPOをわきまえて行動している場合もある。
その破天荒なキャラロールから「大惨事発生装置」（菊池たけし）「TRPG界の怪人」（ファミ通文庫版『愛はさだめ、さだめは死』裏表紙コピー）と評されるが、プロジェクト「アルシャードトライデント」のリプレイシリーズの一つ・ミッドガルド編第2巻「魔女が望んだ未来消失」では、自身がGMを務めるリーフワールド編でノンプレイヤーキャラクターとして動かしている“青の”シェルリィを担当し、重厚なロールプレイを披露している。

### ゲームマスター・リプレイライターとして
博識と、突飛な発想や駄洒落を交えることも厭わない言語感覚を併せ持つシナリオとマスタリングを持ち味とする。しかし2012年に相次いで発表された『アリアンロッド・リプレイ・キャプテンRED』と『ブレイヴ・ニュー・ワールド』ではこの手法を封印し、新たな方向を示している。
その一方、ストーリーは処女作「別れの日は過ぎて」をはじめとして、『愛はさだめ、さだめは死』「ダブルクロス・リプレイ・ジパング」など、「人と人との絆」を重視する傾向がみられる。またシナリオとの関係から、PC1（主人公的立ち位置）を担当するプレイヤーをハンドアウト掲示の段階で決め打ちすることが多い。

### その他
- 「天」と書いて「たかし」と読ませる名前は本名である（公式ブログ『天日録』のプロフィールより）。
- ゲームデザイナーの矢野俊策とは中学時代からの友人で、矢野の代表作『ダブルクロス』のライティングなどに参加している。また数多くのリプレイでも競演している。
- TRPG以外のボードゲームも趣味としており、その縁でシナリオライターの虚淵玄や小説家の伊藤計劃らと交遊を持つ[8]。
- 2009年のジャパンゲームコンベンションにて、既に結婚しており、一女をもうけたばかりであることを公表した。
- 自身がGMを務める商業リプレイでは、矢野や菊池とは対照的に、他業界のプレイヤー（イラストレーター、声優など）をほとんど招かない傾向が見られる。イラストレーターは（TRPGデザイナーでもある井上を除けば）『襲来! コスモマケドニア!!』のしのとうこまで招いたことがなく、声優は『愚者の楽園』の小暮英麻、木下紗華が唯一の参加例である。代わりに自身と関係のあるアマチュアプレイヤーは多く招いており、ダブルクロス・リプレイ・トワイライトで細野君郎（当時。現在は富士見書房社員）、ダブルクロス・リプレイ・ジパング等で水野暁子、アルシャードセイヴァーRPGリプレイで鈴吹マユリなどがプレイヤー参加している。

## 書籍

### TRPGリプレイ執筆
ダブルクロス The 2nd Edition
- ダブルクロス・リプレイ・トワイライト1 東邦の快男児 : 富士見書房 / 2006年9月 / ISBN 978-4-8291-4483-1
- ダブルクロス・リプレイ・トワイライト2 熱き夕陽の快男児 : 富士見書房 / 2007年2月 / ISBN 978-4-8291-4491-6
- ダブルクロス・リプレイ・トワイライト3 さらば愛しき快男児 : 富士見書房 / 2007年8月 / ISBN 978-4-8291-4509-8
- ダブルクロス・リプレイ・ジパング1 戦国ラグナロク : 富士見書房 / 2008年12月 / ISBN 978-4-8291-4544-9
- ダブルクロス・リプレイ・ジパング2 日ノ本ビッグバン : 富士見書房 / 2009年6月 / ISBN 978-4-8291-4555-5

ダブルクロス The 3rd Edition
- ダブルクロス The 3rd Edition リプレイ・トワイライト 帰ってきた快男児 : 富士見書房 / 2011年4月 / ISBN 978-4-8291-4619-4

ナイトウィザード
- 愚者の楽園（ファンブック『パワー・オブ・ラブ』: エンターブレイン / 2006年1月 / ISBN 978-4-7577-2617-8）収録

ナイトウィザード The 2nd Edition
- 愛はさだめ、さだめは死 : エンターブレイン / 2008年3月 / ISBN 978-4-7577-3923-9

アルシャードガイアRPG
- 襲来! コスモマケドニア!! : エンターブレイン / 2010年9月 / ISBN 978-4-04-726778-7
- 爆誕! ゴッドウォリアーズ!! : エンターブレイン / 2011年7月 / ISBN 978-4-04-727336-8
- 創世! 真ラグナロク!! : エンターブレイン / 2012年3月 / ISBN 978-4-04-727992-6

アルシャードセイヴァーRPG
- アルシャードセイヴァーRPG リプレイ1 ブレイヴ・ニュー・ワールド : エンターブレイン / 2012年7月 / ISBN 978-4-04-728212-4
- アルシャードセイヴァーRPG リプレイ2 キラー・イン・ザ・レイン : エンターブレイン / 2012年11月 / ISBN 978-4-04-728514-9
- アルシャードセイヴァーRPG リプレイ3 スタンド・バイ・ミー:エンターブレイン/2013年4月/ ISBN 978-4-04-728801-0

アリアンロッドRPG 2E
- アリアンロッドRPG 2E リプレイ・キャプテンRED1 RED海賊団、出航! : 富士見書房 / 2012年8月 / ISBN 978-4-8291-4686-6

BEAST BIND NEW TESTAMENT 新約・魔獣の絆
- 別れの日は過ぎて（サプリメント『エヴァンジェル』: ゲームフィールド / 2005年6月 / ISBN 978-4-907792-88-6）収録

天下繚乱RPG
- 天下繚乱ギャラクシー―見参、銀河卍丸― : ジャイブ / 2012年2月 / ISBN 978-4-86176-885-9
- 天下繚乱ギャラクシー2 ―卍丸vs宇宙海賊クリスタル妖異― : ジャイブ / 2012年9月 /ISBN 978-4-86176-893-4

グランクレストRPG
- グランクレスト・リプレイ ファルドリア戦狼記 狼たちの初陣 : 富士見書房 / 2014年3月 / ISBN 978-4-04-070047-2
- グランクレスト・リプレイ ファルドリア戦狼記2 狼たちの戦旗 : 富士見書房 / 2014年7月 / ISBN 978-4-04-070236-0
- グランクレスト・リプレイ ファルドリア戦狼記3 狼たちの栄光 : 富士見書房 / 2014年11月 / ISBN 978-4-04-070391-6

### TRPGリプレイ・プレイヤー参加
ダブルクロス
（上月永斗）
- ダブルクロス・リプレイ 闇に振る雪 ―Queen of Blue―
- ダブルクロス・リプレイ2 聖夜に鳴る鐘 ―Dynast―

（八坂十字）
- Contrast Side（『ダブルクロス The 2nd Edition』サプリメント『コントラストサイド』収録: ゲームフィールド / 2005年6月 / ISBN 978-4-907792-96-1）

（群墨応理）
- ダブルクロス・リプレイ・オリジン 偽りの仮面
- ダブルクロス・リプレイ・オリジン 未来の絆

（国見以蔵）
- ダブルクロス・リプレイ・ストライク 天からの一撃
- ダブルクロス・リプレイ・ストライク2 天からの呼び声
- ダブルクロス・リプレイ・ストライク3 天からの逆襲

（ラハブ・アブド＝アルマリク）
- ダブルクロス The 3rd Edition リプレイ・ナイツ1 ナイトフォールダウン
- ダブルクロス The 3rd Edition リプレイ・ナイツ2 フレイムインザダーク
- ダブルクロス The 3rd Edition リプレイ・デイズ3 若君†激突
- ダブルクロス The 3rd Edition リプレイ・ナイツ3 ナイトアゲンストナイト
- ダブルクロス The 3rd Edition リプレイ・ナイツ4 ナイトメアトゥルース

デモンパラサイト
（御剣嵐）
- デモンパラサイト・リプレイ 剣神（ブレードデモンズ）1 継承者
- デモンパラサイト・リプレイ 剣神（ブレードデモンズ）2 簒奪者
- デモンパラサイト・リプレイ 剣神（ブレードデモンズ）3 超越者
- デモンパラサイト・リプレイ 剣神（ブレードデモンズ）4 挑戦者
- デモンパラサイト・リプレイ 剣神（ブレードデモンズ）5 創世者

ダンジョンズ&ドラゴンズ
（スリンガー）
- ダンジョンズ&ドラゴンズ・リプレイ 若獅子の戦賦
- ダンジョンズ&ドラゴンズ・リプレイ2 若獅子の戦賦-監獄島編
- ダンジョンズ&ドラゴンズ・リプレイ3 若獅子の戦賦-雷鳴山編

（ザナディーン）
- ダンジョンズ&ドラゴンズ・リプレイ 海燕-Around the World-（『D&D第4版がよくわかる本』収録: ホビージャパン / 2009年3月 / ISBN 978-4-89425-843-3）

セブン＝フォートレス
（アルゲル・アルガロード）
- セブン＝フォートレスEX・リプレイ 宝玉の七勇者（『フォーラの森砦V3(下)』収録: エンターブレイン / 2004年12月 / ISBN 978-4-7577-2103-6）
- セブン＝フォートレス メビウス シェローティアの空砦

（サシャ・アライアス）
- セブン＝フォートレス メビウス シェローティアの空砦[9]

ナイトウィザード
（グィード・ボルジア）
- ナイトウィザード・リプレイ 星を継ぐ者
- セブン＝フォートレス V3[10]・リプレイ 黒き星の皇子

（要いのり）
- ナイトウィザード・リプレイ 白き陽の御子

（Dr.クロノス）
- ナイトウィザード The 2nd Edition リプレイ Price & Wish-サイゴ ノ ネガイ-（ナイトウィザード The 2nd Edition ファンブック『ファイナルカウントダウン』収録: エンターブレイン / 2012年2月 / ISBN 978-4-04-727742-7）

アルシャード
（シド）
- アルシャード・リプレイ[11] オーディンの槍
- アルシャード・リプレイ[11] スルトの剣

（瑞穂桃子）
- アルシャードガイアRPGリプレイ 本当のRPG

（“青の”シェルリィ）
- アルシャードffリプレイ 魔女が望んだ未来消失

その他書籍収録リプレイ
- テラ:ザ・ガンスリンガー 荒野の三匹（“テンペスト”サントス・サンターナ、サプリメント『ガン・フロンティア』収録）
- Aの魔法陣リプレイブック〜式神の魔法陣篇〜（和泉剛人）
- シノビガミ・リプレイ 戦1 事無草、咲く（藤林修羅ノ介）
- ガンドック・ゼロ・リプレイ ハイスクール・ダイハード（虎楠慧太郎）

WEB掲載リプレイ
- ダンジョンズ&ドラゴンズ4版リプレイ 妖侠デイン流離譚（バルトロメオ）、ホビージャパン・ダンジョンズ&ドラゴンズ公式サイト掲載
- 天下繚乱RPGリプレイ 妖廻り無頼帖、鬼無の宿〜修羅之蝦蟇（弓張源八郎）、ジャイブ・天下繚乱RPG公式サイト掲載

### その他著書
- コスチューム―中世衣裳カタログ― Truth In Fantasy No.55（新紀元社、2001年4月、ISBN 978-4-88317350-1）
- ラブライブ!flowers* -蓮ノ空女学院スクールアイドルクラブ-（集英社、2023年11月） - 制作協力[12]

## 作品

### ゲーム
- 十六夜れんか（シナリオ）
- 六ツ星きらり（シナリオ）
- 七彩かなた－夏休み!ドキラブバカンス夢冒険！－（シナリオ）
- 恋神 -ラブカミ-（世界観設計）
- 天地大乱（日本版シナリオ）
- Fate/Grand Order（2021年、イベントシナリオ、一部キャラクター設定）

### 小説
- Grand Guignol グラン・ギニョール（『ダブルクロス The 2nd Edition 公式ファンブック ライブボックス』収録）

### 声優出演
- THE スナイパーll
- ナイトウィザード・ファンブック パワー・オブ・ラブCDドラマ『愚者の楽園』（グィード・ボルジア）
- ナイトウィザード通信及びふぃあ通（グィード・ボルジア、菊田健二（魔王アスモデート）、宮沢祥吾など）
- 六ツ星きらり（但馬先生）
- 七彩かなた（タジー）

### メディア出演
- ふぃあ通:ゲスト
- ナイトウィザード THE ANIMATION:オーディオコメンタリー・TRPG編(第7回ゲスト)